# NGC 2653
NGC 2653 is een dubbelster in het sterrenbeeld Giraffe. Het hemelobject werd op 18 augustus 1882 ontdekt door de Duitse astronoom Ernst Wilhelm Leberecht Tempel.